# Artur Rud´ko
Artur Ołeksijowycz Rud´ko, ukr. Артур Олексійович Рудько (ur. 7 maja 1992 w Kijowie) – ukraiński piłkarz, występujący na pozycji bramkarza w ukraińskim klubie Szachtar Donieck.

## Kariera piłkarska

### Kariera klubowa

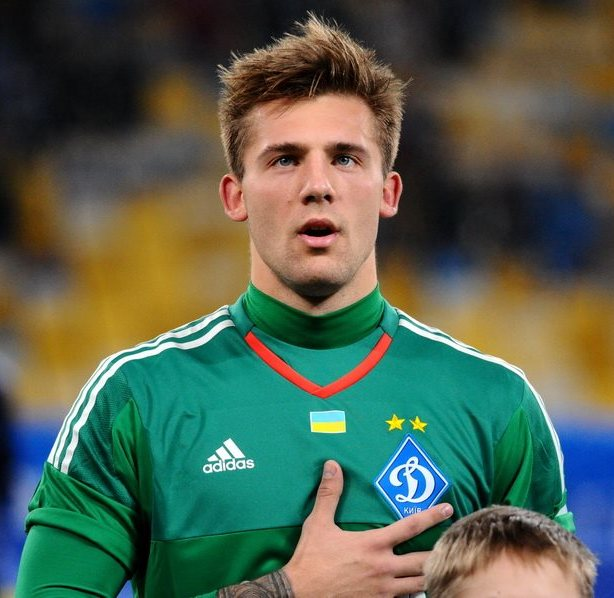
Rudko w barwach Dynama Kijów

Wychowanek Dynama Kijów, barwy którego bronił w juniorskich mistrzostwach Ukrainy (DJuFL). Karierę piłkarską rozpoczął 14 marca 2009 w drużynie rezerw Dynama, potem występował w Dynamo-2 Kijów. W lipcu 2015 został wypożyczony do Howerły Użhorod. W styczniu 2016 powrócił do Dynama. 24 czerwca 2019 przeszedł do cypryjskiego Pafos FC. 1 lipca 2022 przeszedł do Metalista Charków, skąd został wypożyczony do Lecha Poznań na okres 12 miesięcy z opcją wykupu na kolejne 2 lata. 

### Kariera reprezentacyjna
Od 2007 bronił barw juniorskiej reprezentacji Ukrainy. W 2010 debiutował w młodzieżowej reprezentacji Ukrainy.

## Sukcesy i odznaczenia

### Sukcesy piłkarskie
Dynamo Kijów
- mistrz Ukrainy: 2015/16
- wicemistrz Ukrainy: 2016/17, 2017/18
- finalista Pucharu Ukrainy: 2016/17